# Kladderadatsch

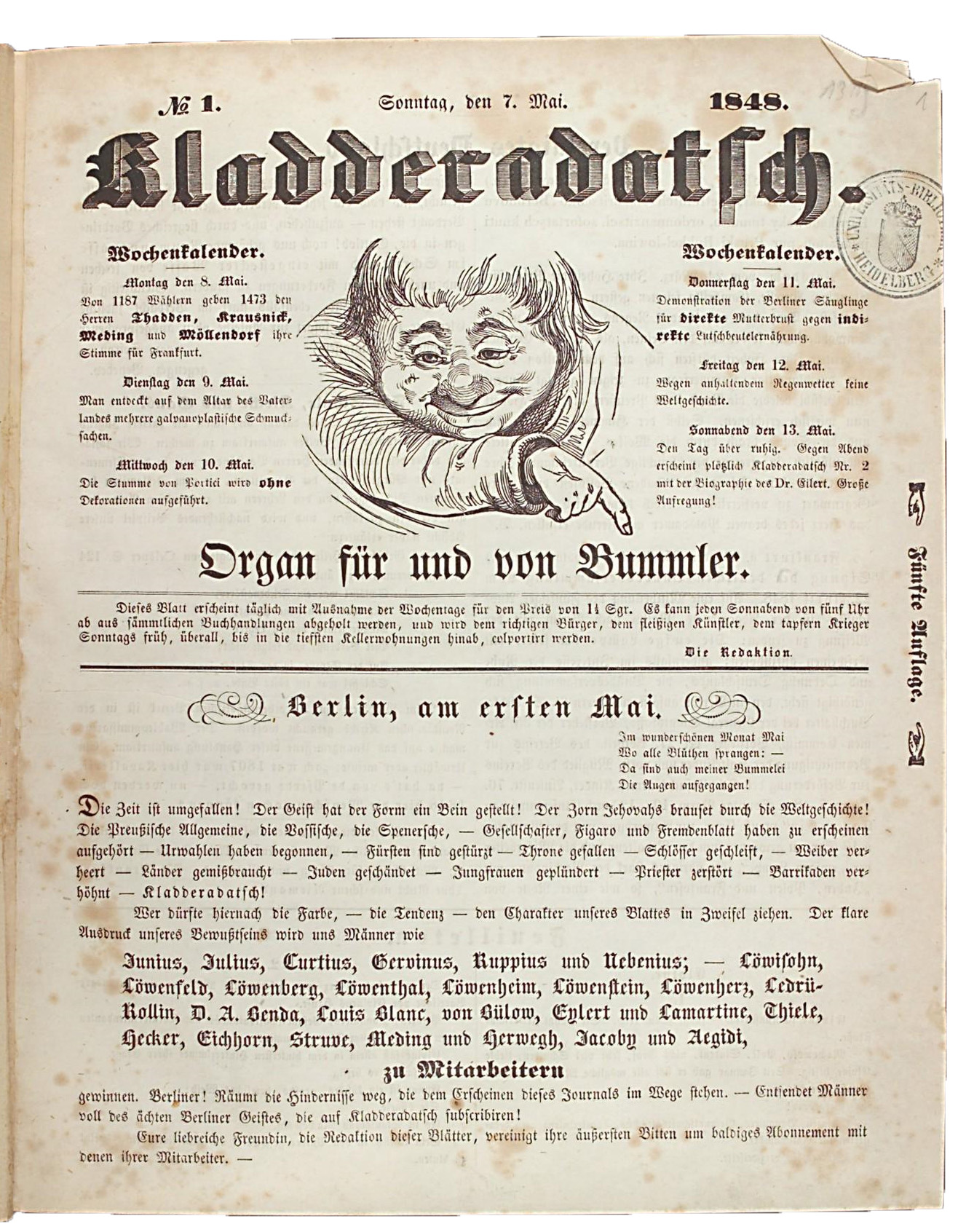
Första numret av Kladderadatsch.

Kladderadatsch var en tysk skämttidning, som utgavs mellan 1848 och 1944.
Kladderadatsch grundades i Berlin av Heinrich Albert Hofmann och David Kalisch. Kadderadatsch, som inriktade sig på politisk satir, ursprungligen i liberal, senare i konservativ anda, hade sin blomstringstid under 1800-talets senare hälft. Bland medarbetarna märks Ernst Dohm, Rudolf Löwenstein och Johannes Trojan samt tecknaren Wilhelm Scholtz, känd för sina karikatyrer av Napoleon III och Bismarck.